# 카시아 스무트니아크
카시아 스무트니아크(폴란드어: Kasia Smutniak, 1979년 8월 13일 ~ )는 폴란드의 배우이다.

## 출연 작품
- 그때 그들 - 키라 역
- 메이드 인 이탈리아
- 도미나(드라마)2021년 -리비아 드루실라(성인(장년))역